# Alhena
Alhena (gamma Geminorum) is een heldere ster in het sterrenbeeld Tweelingen (Gemini).